# Spazio di Fock
Nella teoria quantistica dei campi lo spazio di Fock è uno spazio di Hilbert usato nel formalismo della seconda quantizzazione per descrivere stati quantistici a numero variabile di particelle.  
Lo spazio di Fock è stato introdotto dal fisico Vladimir Fock, che lo descrisse nel testo Konfigurationsraum und zweite Quantelung.
Matematicamente è definito come lo spazio di Hilbert {\displaystyle H} risultante dalla somma diretta del prodotto tensoriale di spazi di Hilbert di singola particella:
{\displaystyle F_{\nu }(H)=\bigoplus _{n=0}^{\infty }S_{\nu }H^{\otimes n}}
dove {\displaystyle S_{\nu }} è l'operatore di simmetrizzazione o antisimmetrizzazione, dipendentemente dal tipo di particelle descritte: nel caso di bosoni si ha {\displaystyle \nu =+}, nel caso di fermioni {\displaystyle \nu =-}.
La base dello spazio di Fock è costituita dagli stati di Fock.

## Definizione
Lo spazio di Fock è definito come lo spazio di Hilbert {\displaystyle H} risultante dalla somma diretta del prodotto tensoriale di spazi di Hilbert di singola particella:
{\displaystyle F_{\nu }(H)=\bigoplus _{n=0}^{\infty }S_{\nu }H^{\otimes n}=\mathbb {C} \oplus H\oplus \left(S_{\nu }\left(H\otimes H\right)\right)\oplus \left(S_{\nu }\left(H\otimes H\otimes H\right)\right)\oplus \ldots }
Dove {\displaystyle \mathbb {C} } rappresentano gli stati privi di particelle, {\displaystyle H} gli stati di una particella, {\displaystyle S_{\nu }(H\otimes H)} stati di due particelle identiche, e così via.
Un generico stato in {\displaystyle F_{\nu }(H)} è dato da:
{\displaystyle |\Psi \rangle _{\nu }=\psi _{0}\oplus |\psi _{1}\rangle \oplus |\psi _{11},\psi _{12}\rangle _{\nu }\oplus \ldots }
dove {\displaystyle \,\psi _{0}} è un numero complesso, {\displaystyle |\psi _{1}\rangle \in H}, {\displaystyle |\psi _{11},\psi _{12}\rangle _{\nu }\in S_{\nu }(H\otimes H)}, e così via.
Per
{\displaystyle |\Psi \rangle _{\nu }=\psi _{0}\oplus |\psi _{1}\rangle \oplus |\psi _{11},\psi _{12}\rangle _{\nu }\oplus \ldots }
{\displaystyle |\Phi \rangle _{\nu }=\phi _{0}\oplus |\phi _{1}\rangle \oplus |\phi _{11},\phi _{12}\rangle _{\nu }\oplus \ldots }
il prodotto interno su {\displaystyle F_{\nu }(H)} è definito come
{\displaystyle \langle \Psi |\Phi \rangle _{\nu }:=\psi _{0}^{*}\phi _{0}+\langle \psi _{1}|\phi _{1}\rangle +\langle \psi _{11},\psi _{12}|\phi _{11},\phi _{12}\rangle _{\nu }+\ldots }
dove si è usato il prodotto interno su ognuno degli spazi di Hilbert di ognuna delle {\displaystyle n} particelle.